# Laura Riding
Laura Riding Jackson (née Laura Reichenthal le 16 janvier 1901 à New York et morte le 2 septembre 1991) est une poétesse, critique littéraire, romancière et essayiste américaine.

## Biographie
Née Laura Reichenthal à New York dans une famille d'immigrés juifs venant d'Autriche, elle fait ses études à l'université Cornell entre 1918 et 1921 où elle commence à écrire de la poésie. Elle publie dès 1923 sous le nom Laura Riding Gottschalk. Grâce à Allen Tate, elle s'associe avec les Fugitives, un cercle de poètes de l'université Vanderbilt et ses poèmes sont publiés dans leur magazine The Fugitive. Son premier mariage en 1920 avec l'historien Louis Reichenthal Gottschalk (en) se termine en divorce en 1925. La même année, elle est invitée par Robert Graves et son épouse Nancy Nicholson (en) à venir en Angleterre. Elle reste en Europe pendant près de quatorze ans.